# Вакпаті II Чаухан
Вакпаті (Вакпатіраджа) II (гінді वाक्पतिराज द्वितीय; д/н — 1040) — 5-й магараджахіраджа Сакамбхарі 1026—1040 роках. Також відомий як Валабха.

## Життєпис
Походив з династії Чаухан. Син Говіндараджи III. Посів трон 1026 року. Продовжив захист від нападів військ Махмуда Газневі до його смерті у 1030 році. З цього часу в державі Газневідів починається розгардіяж, що покращило становище держави Сакамбхарі.
В наступні роки успішно воював проти Меварського князівства, зумівши завдати тому відчутних поразок магараджи Амбарпрасаду. Ймовірно за право встановити зверхність над цією державою вступив у військовий конфлікт з Бходжею Парамара, магараджахіраджею Малави. Але жодна зі сторін не досягла перемоги.
Помер 1040 року. Йому спадкував син Вір'ярама.